# HACHI (VSinger)
HACHI（日语：*/?）隸屬於日本公司旗下事務所的虛擬歌手成員之一，2020年以音樂品牌出道，2024年11月加盟國王唱片。於YouTube頻道的直播內容以歌回為主，2021年10月達成10萬人訂閱里程碑。HACHI也曾在日本國內與海外舉辦多場演唱會，並發行多張個人原創專輯。

## 角色設定
HACHI的角色設計由繪師泉彩擔任，人設為1月16日出生，身高為155公分。2022年7月2日，HACHI於X社群平台上首次公開新衣裝；而2023年8月8日在YouTube頻道的直播上公開3D新造型。另在臺灣媒體報導中，提到她的笑點很低，而擔心招牌的笑聲會被粉絲認出中之人，但其笑聲療癒了許多BEES（粉絲暱稱）。

## 經歷
HACHI於2019年7月以個人勢身分在VTuber直播app開始活動。2020年加入日本公司旗下的VSinger事務所，並以音樂品牌在YouTube出道，直播以每週定期兩次的歌回為主。
2021年8月9日，以線上形式舉行HACHI出道以來的首場個人演唱會「1st ONE-MAN LIVE『The Beginning ∞』」，而第二場「2nd ONE MAN LIVE 『Midnight blue』」個人演唱會則於同年9月23日的日本東京進行。2021年10月HACHI的YouTube頻道達成10萬人訂閱里程碑，2023年突破20萬人。2022年12月發表首張個人專輯。
HACHI於2023年8月發行第二張個人專輯；10月9日在日本東京Spotify O-EAST舉辦首唱演唱會，而11月19日首次在海外的臺灣台北三創生活園區舉辦同主題的演唱會。HACHI在訪談中提到：「完成東京與台北兩場演唱會，未來目標放眼『日本武道館』。」HACHI也與水樹奈奈、宮野真守、高橋洋子等27位歌手，共同登上2024年5月11日至12日的大型動漫音樂盛會「KING SUPER LIVE 2024」演出。其曾在公司於同年5月25日所舉辦的首場線上LIVE音樂祭中，其作為隊的一員與隊輪番登場表演。
HACHI特別於2024年8月8日舉辦免費線上3D直播，並公開預計在11月加盟國王唱片後所推出的首張主打專輯，此為第三張的個人專輯。同年12月與2025年1月HACHI分別在日本東京新宿區和臺灣新北的Zepp舉行個人演唱會。MIMiNARI樂團在2025年3月26日發行的首張正規專輯《freq.》，其中的主打歌〈Spectrum feat. HACHI〉是與HACHI一同合作演唱。

### 合作企劃
HACHI於2024年4月的原創動畫《夜晚的水母不會游泳》第9集客串演出。而同年8月的忠犬八公原創動畫以專輯中的作為第1、2季主題曲；第3季持續由HACHI演唱第3季全新的主題曲。

## 外部連結
- 維基數據上的HACHI (VSinger) (Q134538774)
- HACHI的官方网站 （日語）（页面存档备份，存于）
- LIVE UNION事務所的官方網站（日語）（页面存档备份，存于）